# Kupferbergbau

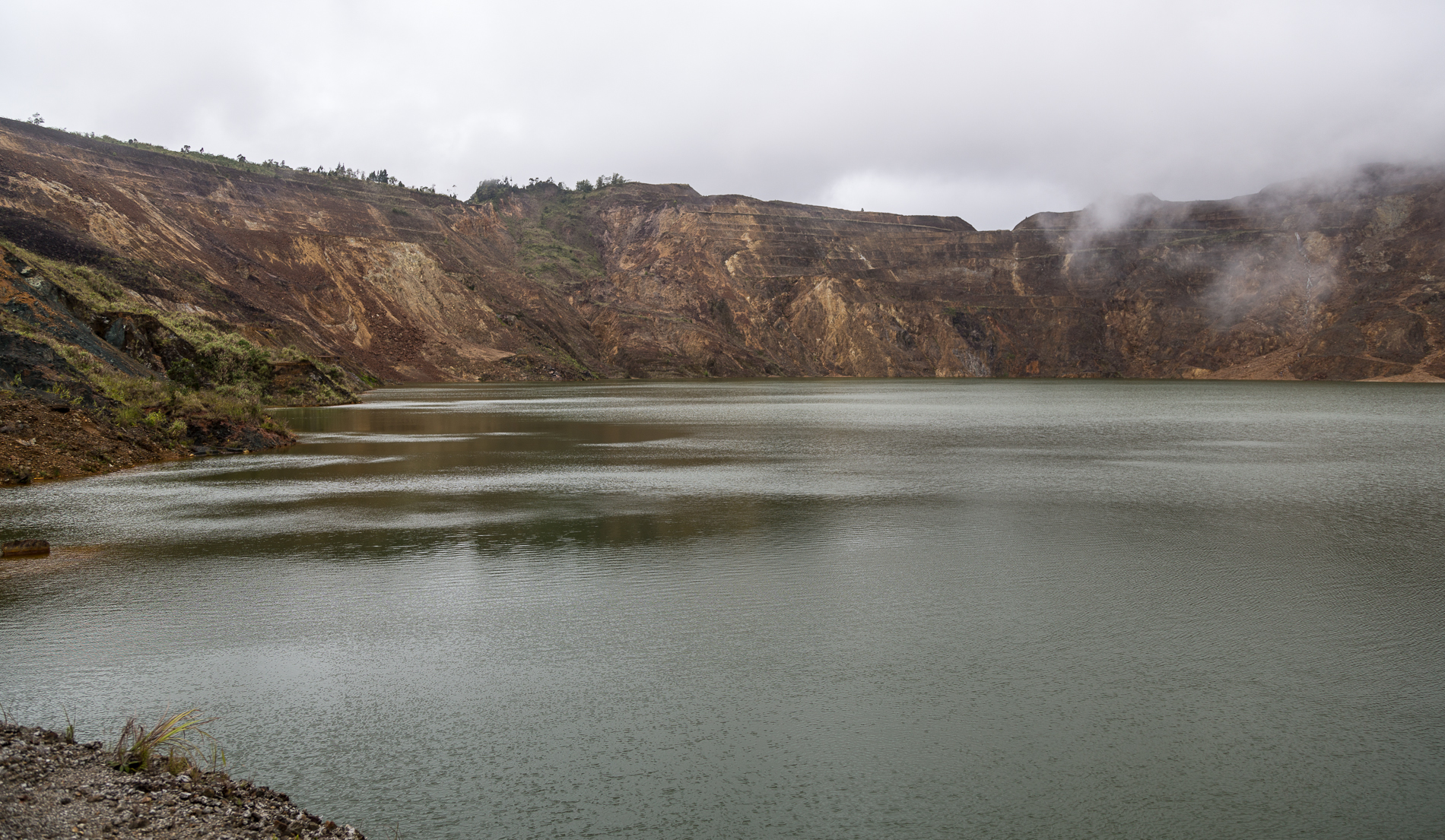
Der wassergefüllte ehemalige Kupfertagebau Mamut Copper Mine in Malaysia. Der Krater hat einen Durchmesser von 1,2 Kilometern und ist 500 Meter tief.

Der Kupferbergbau begann in Mitteleuropa während der Kupfersteinzeit. Von der Bronzezeit bis ins 17. Jahrhundert hatte er eine große wirtschaftliche Bedeutung, ab dem 18. Jahrhundert ging er wegen zu kleiner Lagerstätten merklich zurück. In den letzten Jahrzehnten wurde der Großteil der Bergwerke geschlossen.
Je etwa 20 % der heutigen Weltvorräte an Kupfererzen liegen in Afrika (Sambia, Kongo und Namibia), in Südamerika (Chile und Peru) und in den USA (Abbau seit etwa 1840), gefolgt von Kanada, Indonesien, Australien, der Mongolei und den Nachfolgestaaten der Sowjetunion.

## Förderung und Bedeutung von Kupfererzen

Evolution des extrahierten Kupfererzes in verschiedenen Ländern.

Kupfer gewann schon in der Vorantike eine zentrale Bedeutung, da es einer der Hauptbestandteile von Bronze ist. Die Entwicklung des Kupferbergbaus und der Verhüttung, wenn auch anfangs in kleinem Maßstabe, markiert das Ende der Steinzeit. Bis zum Übergang der Bronze- in die Eisenzeit mit der technologisch viel anspruchsvolleren Eisenschmelze waren Kupferbergwerke eine der zentralen geopolitischen Ressourcen. Danach wurde die Bronze recht schnell vom Waffenmaterial in den Bereich der Feinwerkzeuge und der Zierobjekte (Schmuck, Skulpturen) verdrängt, der Kupferbergbau blieb aber weiterhin ein bedeutender Wirtschaftsfaktor.
In Mitteleuropa gibt es (global gesehen kleinere) Vorkommen vor allem in Mitteldeutschland im Mansfelder Land und am Rammelsberg im Harz, in Niederschlesien und in den Zentralalpen Österreichs (Schwaz, Kitzbühel, Mitterberg erst wieder ab der 2. Hälfte des 19. Jahrhunderts), die geologisch überwiegend mit Gesteinen des Paläozoikums zusammenhängen. Ihr Abbau war zu Beginn der Neuzeit bedeutsam, im Weltmaßstab spielten skandinavische Lagerstätten (zum Beispiel Falun) in dieser Zeit eine mindestens ebenso große Rolle. Die Produktion sank bis zum 20. Jahrhundert stark ab und war seit etwa 1930 oft nur noch mit staatlichen Beihilfen lebensfähig (von Polen nach 1945 abgesehen).
Historisch lag der europäische Kupferbergbau – wie bei den meisten Erzen – überwiegend in der Verantwortung der Landesherrn. Teilweise war er ein traditionell lokales Recht (etwa in Tirol), und fast immer förderte er die Entwicklung wohlhabender Städte (zum Beispiel Kitzbühel, Goslar, Eisleben, Hettstedt, Mansfeld, Schwaz).
Weltweit hat sich die Gewinnung von Kupfer seit 1900 etwa alle 20 Jahre verdoppelt und stieg in den 100 Jahren auf das 40-fache (etwa 15 Mio. Jahrestonnen), was vor allem auf den Bedarf der Elektroindustrie zurückgeht. Das weiche und zähe Buntmetall ist ein sehr guter Strom- und Wärmeleiter und wird für hochwertige Stromleitungen, für galvanische Elemente und für verschiedene Legierungen wie Bronze, Messing und Neusilber oder Tombak, Lager- und Leichtmetalle (zum Beispiel Duraluminium) benötigt. Die Kupferschmiedearbeit ist bis heute im Orient ein handwerklich bedeutender Wirtschaftszweig.
An der Jahresförderung hält Chile im 21. Jahrhundert über 30 %, USA und Indonesien jeweils etwa 10 %, Russland, Peru, Australien und China je 5–8 Prozent.

## Kupferbergbau in Deutschland und Österreich

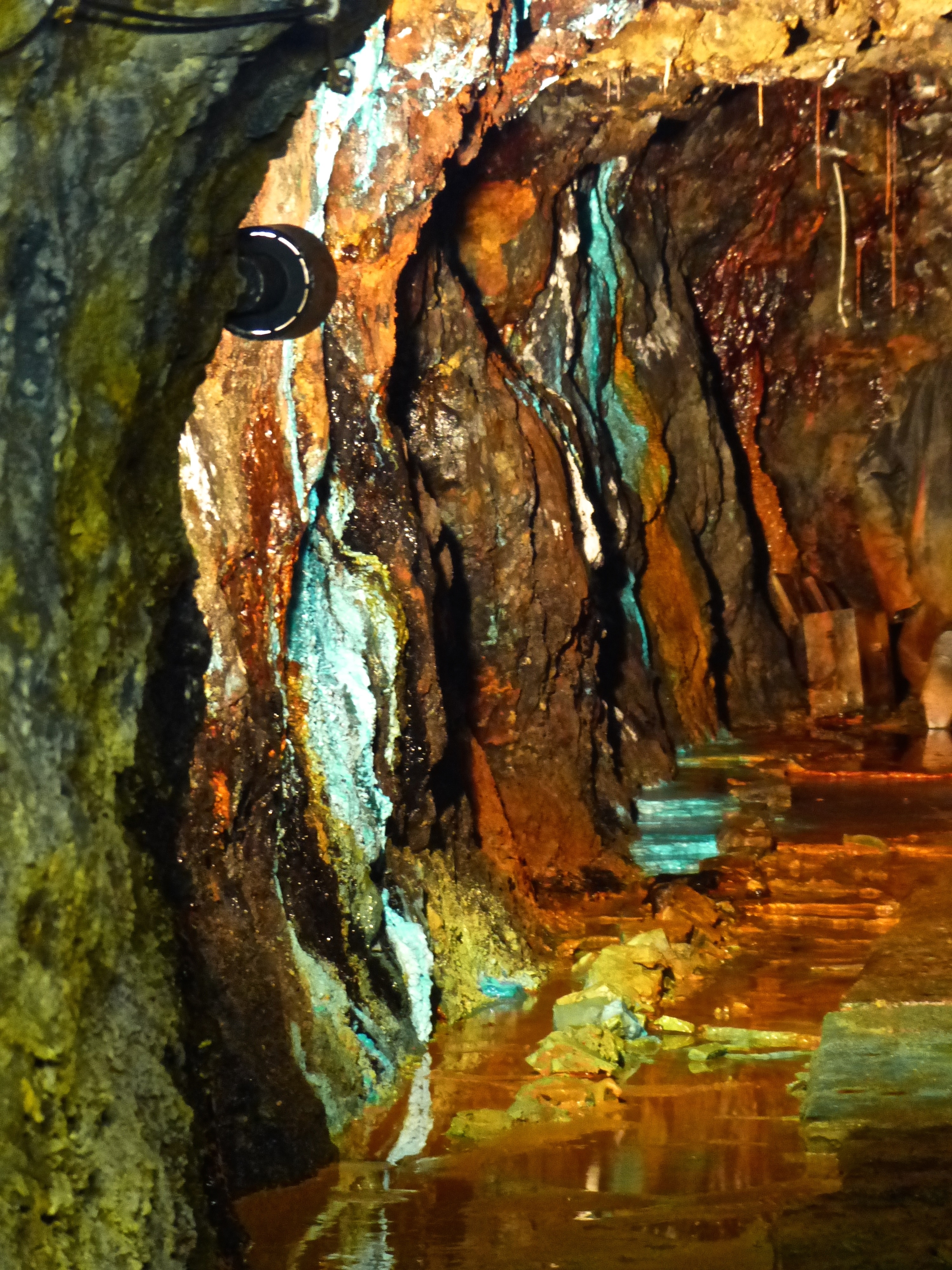
Kilianstollen (Marsberg): Blick in einen abgeworfenen Abbau

In mittleren Breiten Deutschlands (Saar-Harz-Schlesien) und im Westen Österreichs wurde früher an vielen Stellen Kupferbergbau betrieben, bis sich die Lagerstätten (ab etwa 1600) erschöpften und damit unwirtschaftlich wurden. Heute wird der Kupferbedarf überwiegend durch Import von Kupfererz und das Recycling von Kupfer (→ Aurubis) gedeckt.
Nicht zur Kupfergewinnung, sondern der im Bergwerk verbliebenen Mineralien und Halbedelsteine wegen und aus historisch-konservatorischen Gründen werden manche Kupferbergwerke (so eines bei Sommerkahl) wieder instand gesetzt.
Im deutschen Sprachraum sind unter anderem folgende Bergwerke bzw. frühere Abbaue zu erwähnen:
- Im Harz: am Rammelsberg bei Goslar (seit 968) und in Mitteldeutschland: Mansfelder Land/Pyramiden des Mansfelder Landes (bis 1970 bzw. 1989).
- Im Sauerland wurden nachweislich seit dem Jahr 900 bis Mitte des 20. Jahrhunderts Kupfererze, die an unterkarbonische Kieselschiefer und Zechsteinkalke gebunden sind, in und um Marsberg abgebaut.
- In der Lausitz: die Lagerstätte Spremberg / Graustein / Schleife, ein Kupferschieferflöz auf dem Territorium der Bundesländer Brandenburg und Sachsen. Die Spremberger Firma Kupferschiefer Lausitz GmbH (KSL), eine Tochter der Minera S.A., hat die Aufsuchungserlaubnis für den brandenburgischen Teil der Lagerstätte durch das LBGR erhalten und führte seit 2009 eine verdichtende Erkundung durch. Zwischenzeitlich war der Beginn der Kupferförderung für 2022 geplant,[1] im Mai 2014 wurde jedoch bekannt, dass das Projekt vorerst gestoppt wurde.[2]
- Thüringer Wald, zum Beispiel Goldlauter (Kupfer gemeinsam mit Silber)
- Im Frankenwald, zum Beispiel in Kupferberg. Die kleine Stadt an der Fränkischen Linie zählte im Mittelalter zu den bedeutendsten Abbaugebieten und hält noch heute den Weltrekord für den höchsten Kupfergehalt im Erzgestein.
- In Nordhessen, im  Richelsdorfer Gebirge bei Nentershausen bis 1955, und bei Abterode am Meißner.
- Im Saarland, zum Beispiel der (bereits römische) Emilianusstollen in St. Barbara
- In der Eifel und im Westerwald (schon relativ früh erschöpft)
- Im Nordtiroler Inntal: 40 historische Bergwerke der Urnenfelderkultur zwischen Schwaz und Radfeld (von Bronzezeit ~1500 bis ~700 v. Chr.)
- Im Südtiroler Ahrntal, das sich dadurch stark entwickelte; vor allem in Prettau, Hochblüte im 16. Jahrhundert; vermutlich seit der Bronzezeit (Fund einer keltischen Bronzeaxt).
- In Salzburg: vor allem am Mitterberg bei Mühlbach, zwischen dem Hochkönig-Massiv und Bischofshofen; der Arthurstollen (siehe auch Arthurhaus) ist mit 3700 Jahren das älteste Kupferbergwerk der Ostalpen
- in der Steiermark: in Öblarn (Ennstal) und vor allem in Radmer (1547 bis 1855). In der Blütezeit um 1600 gehörte Radmer zu den vier wichtigsten Bergbaustandorten Mitteleuropas (60 Stollen, jährlich bis zu 480 t Rohkupfer; 1634 erste Sprengung mit Schwarzpulver).

## Prähistorischer Kupferbergbau im Nahen Osten
Ein großes prähistorisches Bergwerksgelände findet sich bei Timna in der israelischen Negev-Wüste. Hier wurde etwa seit dem Jahr 4000 v. Chr. bis 1200 v. Chr. Kupfererz gefördert und weiterverarbeitet. Die Bergwerksanlage kann besichtigt werden und ist vermutlich die älteste der Welt. Das Bergwerk Umm el-Amad (Mutter aller Säulen) im jordanischen Kupferzentrum von Wadi Fenan zeigt heute noch deutlich die Spuren der vorzeitlichen Erzgewinnung.
Auf den Abraumhalden rund um die Verhüttungsplätze im Wadi Arabah wurden etwa 160.000 Tonnen Kupferschlacke im Alter von 4500 bis 2000 Jahren gefunden. Die Kupferbergwerke waren während der Eisenzeit I (1200–1000 v. Chr.) in Betrieb, bis zur Eisenzeit IIC (700-587 v. Chr.) erfolgte kein Kupferabbau. Der Hauptteil der alten Schlacke stammt dabei aus der Eisenzeit IIC. Der Kupferbergbau von Fenan war während der Eisenzeit IIC gleichbedeutend mit jenem auf Zypern. Dabei ist Fenan vergleichsweise klein im Verhältnis zu Ergani Maden in der Türkei. Das berühmte Kupferbergwerk in Zentralanatolien wurde bereits vor 5000 Jahren betrieben und in den 1930er Jahren wieder aufgenommen. Neben reichlich Kupfersulfiden ist Ergani Maden für bis zu 1 m lange Chalkanthit-Stalaktiten bekannt, die sich in den ausgeerzten Abbauräumen bilden.

## Verhüttung
Bei der Kupfer-Verhüttung werden mehrere Techniken verwendet:
- Trockenes Verfahren durch Rösten und trockenes Erhitzen in Schacht- oder Flammöfen
  - Aus den beiden Eisensulfiden Eisen(II)-disulfid (Minerale Pyrit und Markasit) und Kupfer(I)-sulfid (Chalkosin), die 30–50 % Cu enthalten ⇒ Verhüttung (Reduktion) mit Koks oder Holzkohle ⇒ 70–80 % Cu-Gehalt
  - Rationeller in Bessemerbirne (Manhes-David Verfahren); flüssiges Roherz + Heißluft ⇒ ~95 % reines Schwarzkupfer
- Nasses Verfahren, speziell für arme Erze: Zerkleinertes Erz in wässriger Lösung, Ausfällen durch Eisenpulver oder durch Erhitzen ⇒ Zementkupfer
- Bioleaching: mikrobielle Laugung sulfidischer Kupfererze. Dieses sehr alte Verfahren ermöglicht eine rentable Metallgewinnung aus Armerzen.
- Feuer-Raffination im Flammofen oder Garherd: Alle Fremdbestandteile (Wismut, Antimon, Nickel, Schwefel) gehen durch Oxidation in die Schlacke über ⇒ Hütten- oder Raffinadekupfer mit 99,5 % Reinheit.

## Kupferbergwerke

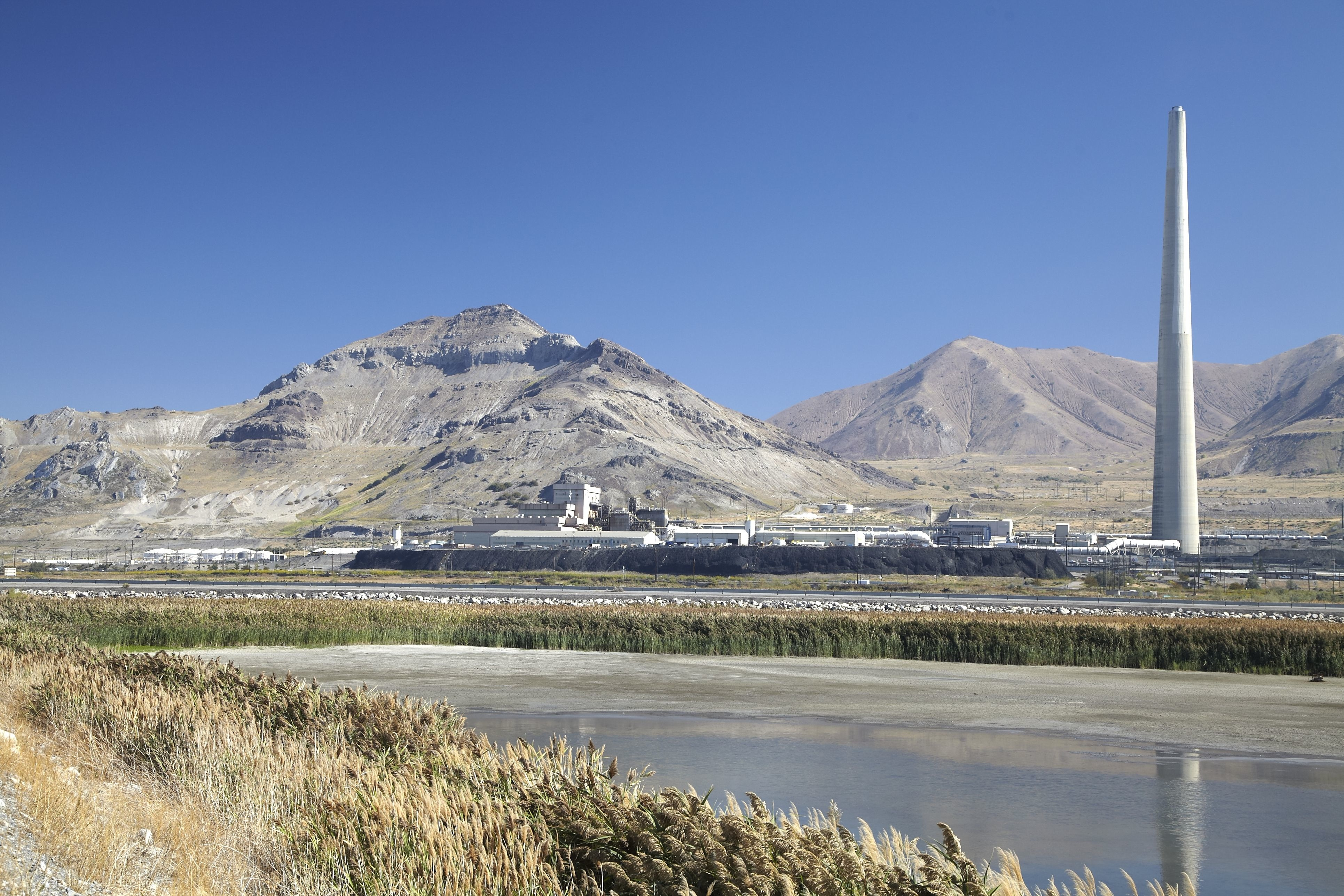
Kupferhütte Bingham Canyon Mine der Kennecott Copper Corporation bei Salt Lake City (Utah, USA)

Die zehn größten (d. h. produktivsten) Kupferbergwerke im Jahre 2009 waren:
1. Escondida  Chile
2. Chuquicamata des chilenischen Staatsunternehmens Codelco  Chile
3. Grasberg-Mine  Indonesien
4. Collahuasi-Mine  Chile
5. El Teniente  Chile
6. Norilsk/Talnakh  Russland
7. Antamina  Peru
8. Morenci-Mine  Vereinigte Staaten
9. Los Pelambres  Chile
10. Bingham Canyon Mine  Vereinigte Staaten

Die meisten dieser Bergwerke bauen auf porphyrische Kupferlagerstätten.
2018 wurde die Rangliste der größten Kupferminen der Welt weiterhin mit großem Abstand von Escondida angeführt, es folgen die ebenfalls im Norden Chiles gelegene Collahuasi-Mine und auf dem dritten Platz unverändert die Grasberg-Mine, während Chuquicamata (bezogen auf die Fördermenge) nur noch Platz 15 einnahm (heute wieder Platz 7). Unter den zehn größten Kupferminen des Jahres 2018 haben nur zwei im 21. Jahrhundert ihren Betrieb aufgenommen. In der Buenavista-Mine in Mexiko (2020 Platz 5) wird seit mehr als 120 Jahren Kupfer abgebaut. Die Kupfergrade in den länger betriebenen Minen sinken mit der Zeit deutlich, seit Ende der 1990er Jahre ungefähr um ein Drittel. Da deswegen wesentlich mehr Erdreich bewegt werden muss, um die gleiche Menge Kupfer zu erhalten, verteuert sich der Betrieb bestehender Minen kontinuierlich. Unter den 20 größten Kupferminen der Welt weiterhin vertreten waren auch 2018 Los Pelambres (Rang 12), der russische Komplex Polar Division von Norilsk Nickel (Rang 13, zugleich der nördlichste Tagebau der Welt) und die Bingham Canyon Mine (Rang 18). Neben weiteren chilenischen Bergwerken und einer australischen Mine (Olympic Dam, Platz 20) sind mit Kansanshi (Platz 16) und Sentinel (Platz 17) auch zwei Tagebaue in Sambia sowie die Mutanda-Mine in Katanga im Süden des Kongo (Platz 19) gelistet.

## Kupferproduzenten
Die zehn größten Kupferproduzenten im Jahre 2021 waren:
1. Codelco  Chile  1,728 Mio. t
2. Freeport-McMoRan  Vereinigte Staaten  1,407 Mio. t
3. Glencore  1,196 Mio. t
4. BHP Group  1,022 Mio. t
5. Southern Copper  Mexiko  958.000 t
6. First Quantum  Kanada  816.000 t
7. KGHM Polska Miedź  Polen  754.000 t
8. Rio Tinto  494.000 t
9. Antofagasta  Chile  464.000 t
10. Anglo American  463.000 t